# Liste der Baudenkmäler in Gattendorf (Oberfranken)
Auf dieser Seite sind die Baudenkmäler in der oberfränkischen Gemeinde Gattendorf zusammengestellt. Diese Tabelle ist eine Teilliste der Liste der Baudenkmäler in Bayern. Grundlage ist die Bayerische Denkmalliste, die auf Basis des Bayerischen Denkmalschutzgesetzes vom 1. Oktober 1973 erstmals erstellt wurde und seither durch das Bayerische Landesamt für Denkmalpflege geführt wird. Die folgenden Angaben ersetzen nicht die rechtsverbindliche Auskunft der Denkmalschutzbehörde.
 Diese Liste gibt den Fortschreibungsstand vom 31. August 2017 wieder und enthält sieben Baudenkmäler.

## Baudenkmäler nach Gemeindeteilen

### Gumpertsreuth
| Lage                       | Objekt                         | Beschreibung | Akten-Nr.                       | Bild |
| -------------------------- | ------------------------------ | --- | ------------------------------- | ---- |
| Gumpertsreuth 1 (Standort) | Rittergut                      | Zweigeschossiger Wohnbau mit Krüppelwalmdach, ostseitig Eckpavillons mit Mansarddach, 17./18. Jahrhundert                                                                                        | D-4-75-127-4 Wikidata           | BW   |
| Gumpertsreuth 1 (Standort) | Rittergut, Stallgebäude        | Wohl 18. Jahrhundert. | D-4-75-127-4 zugehörig Wikidata | BW   |
| Hoher Bühl (Standort)      | Mausoleum derer von Waldenfels | Eingeschossiger, gegen den aufgehenden Hang errichteter Massivbau, mit Ecklisenen, Nordwestfassade mit Arkadengliederung, geschweiftes Kupferdach, vier Sarkophage und Radleuchter, erbaut 1900. | D-4-75-127-8 Wikidata           | BW   |

### Kirchgattendorf
| Lage                          | Objekt                              | Beschreibung | Akten-Nr.                       | Bild |
| ----------------------------- | ----------------------------------- | --- | ------------------------------- | ---- |
| Kirchberg 5 (Standort)        | Pfarrhaus                           | Zweigeschossiger verputzter Satteldachbau, profilierte Portalrahmung mit Schlussstein, Freitreppe, 18. Jahrhundert.  | D-4-75-127-1 Wikidata           | BW   |
| Kirchberg 5 (Standort)        | Rundbogiges Hofportal               | Granit, 18. Jahrhundert.                                                                                             | D-4-75-127-1 zugehörig Wikidata | BW   |
| Kirchberg 6 (Standort)        | Evangelisch-lutherische Pfarrkirche | Einschiffiger Bau mit Südturm, Polygonchor, 14./15. Jahrhundert, Turmobergeschosse 17. Jahrhundert, mit Ausstattung. | D-4-75-127-3 Wikidata           | BW   |
| Kirchberg 6 (Standort)        | Kirchhofmauer                       | | D-4-75-127-3 zugehörig Wikidata | BW   |
| Nähe Kirchberg (Standort)     | Ehemaliger Stall                    | Satteldachbau mit Fachwerkgiebel, 18. Jahrhundert.                                                                   | D-4-75-127-1 zugehörig Wikidata | BW   |
| In Kirchgattendorf (Standort) | Pfarrscheune mit Satteldach         | 18. Jahrhundert. | D-4-75-127-1 zugehörig Wikidata | BW   |

### Schloßgattendorf
| Lage                                      | Objekt     | Beschreibung | Akten-Nr.             | Bild           |
| ----------------------------------------- | ---------- | --- | --------------------- | -------------- |
| Gänsberg, gegenüber Kirchweg 5 (Standort) | Steinkreuz | Granit, mittelalterlich. | D-4-75-127-7          | BW             |
| In Schloßgattendorf (Standort)            | Burgruine  | Ovale Gesamtanlage mit ehemaliger halbkreisförmiger Wohnburg, von beidseitig mit Stützmauern versehenen Graben und Resten der Bastionsbefestigung umschlossen, im Kern 13./14. Jahrhundert, nach Zerstörungen mehrfach wiederhergestellt, zuletzt im 16. Jahrhundert, im 18. Jahrhundert als Brauhaus umgenutzt, nach Brand 1895 Ruine, Brücke und innere Grabenmauer in den 1980er Jahren erneuert. | D-4-75-127-6 Wikidata | BW             |
| Schloßplatz 6 (Standort)                  | Schloss    | Zweigeschossiger Mansarddachbau, geohrte Fensterrahmungen, Portal mit Pilastern und gesprengtem Giebel, 1702/03, Obergeschoss nach Brand 1895 erneuert, Mansarddach von 1959. | D-4-75-127-5 Wikidata | weitere Bilder |